# Euphorbia neoangolensis
Euphorbia neoangolensis är en törelväxtart som beskrevs av Peter Vincent Bruyns. Euphorbia neoangolensis ingår i släktet törlar, och familjen törelväxter.
Artens utbredningsområde är Angola. Inga underarter finns listade i Catalogue of Life.